# Ruqaiya Sultan Begum
Ruqaiya Sultan Begum (anche scritto come Ruqayya o Ruqayyah; 1542 – Agra, gennaio 1626) è stata una principessa indiana appartenente alla dinastia Moghul. In seguito, divenne la prima moglie di suo cugino Akbar, terzo imperatore Moghul.

## Biografia
Ruqaiya Sultan Begum nacque nel 1542. Suo padre era Hindal Mirza, uno dei figli del fondatore dell'Impero Moghul Babur, nonché fratellastro del suo successore Humayun. Sua madre era Sultanam Begum, figlia adottiva di Khanzada Begum, sorella di Babur. Venne chiamata in onore di una delle figlie del profeta islamico Maometto, Ruqayya. 
Il 20 novembre 1551 suo padre Hindal morì combattendo a servizio di Humayun, con cui aveva avuto un legame travagliato. Per onorare la sua morte, Humayun promise Ruqaiya in sposa a suo figlio ed erede Akbar, che aveva ereditato anche le terre, i titoli e le truppe del defunto. I due vennero fidanzati nel corso di una solenne cerimonia a Kabul, per poi trasferirsi a Ghazni, dove Akbar fu nominato governatore Jagir. 
Nel febbraio dello stesso anno, Humayun morì. Essendo il suo erede prescelto Akbar minorenne, la successione non fu pulita e in molti tentarono di conquistare il trono, fra cui il più pericoloso fu Sikandar Shah. In questo periodo, Ruqaiya e il resto delle donne della famiglia imperiale, fra cui sua suocera Hamida Banu e sua zia Gulbadan, aspettarono a Kabul coi loro seguiti, per poi raggiungere Akbar in Punjab una volta che fu salito stabilmente al trono. A Jalandhar, Akbar e Ruqayya si sposarono ufficialmente, quando avevano entrambi quattordici anni. Infine, finiti i festeggiamenti, che duravano quattro mesi, la corte s'insediò a Delhi.  
Come prima moglie dell'imperatore e principessa Moghul per nascita, Ruqaiya godette sempre di un elevato status a corte, anche se in seguito Akbar prese numerose altre consorti e Ruqaiya non fosse né la più amata né la più potente. Un segno del suo peso a corte fu il suo riuscito appello insieme ad Hamida Banu perché fosse risparmiata la vita di un sunnita che aveva assassinato uno sciita a Lahore per fanatismo, violando la politica di tolleranza religiosa portata avanti da Akbar. Nel 1607, accompagnò Akbar durante una battuta di caccia a Kabul, dove rese omaggio al mausoleo del padre. In quell'occasione, accettò come dama Mehrunnissa Begum, appena rimasta vedova di Sher Afghan Khan, jagirdar di Burdwan. Afghan Khan era in una posizione politica precaria e Mehrunnissa aveva bisogno di protezione, che cercò alla corte Moghul. Servì Ruqayya come dama per quattro anni, divenendone rapidamente la favorita, tanto che si diffusero voci di una relazione intima fra loro, che furono notate anche dagli stranieri, ad esempio da Pieter van den Broecke, mercante olandese e autore delle Cronache dall'Hindustan. In seguito, Mehrunnissa sposò Jahangir, figlio ed erede di Akbar, e cambiò nome in Nur Jahan.  
Ruqaiya morì nel gennaio 1626, dopo essere sopravvissuta al marito per 21 anni. Venne sepolta, come suo desiderio, accanto a suo padre, nei Giardini di Babur a Kabul.   

## Figli
Ruqaiya non ebbe figli da Akbar, tuttavia ne adottò uno dei nipoti e una pronipote. 
Il nipote era Khurram, che in seguito sarebbe divenuto l'imperatore Shah Jahan. Nato nel 1592, era figlio di Salim Jahangir, figlio di Akbar e Mariam-uz-Zamani. La sua nascita aveva rallegrato particolarmente Akbar, che la considerava un segno di buona fortuna e per questo volle che fosse cresciuto alla sua corte piuttosto che a quella del figlio. Secondo le memorie di Jahangir, Ruqaiya amò Khurram "mille volte più che se fosse stato suo figlio" e fu solo a malincuore che nel 1605, quando Jahangir salì al trono, che lo restituì alla madre biologica, Jagat Gosain, con cui Khurram creò poi un legame fortissimo.   
Anni dopo, si occupò di crescere la figlia maggiore di Khurram, Parhez Banu Begum, nata nel 1611. 

## Cultura popolare
- Ruqaiya è un personaggio nel romanzo storico Nur Mahal (1935), di Harold Lamb.
- Ruqaiya è un personaggio principale nella trilogia Taj Mahal di Indu Sundaresan. Nel rispettivo adattamento televisivo Siyaasat (2014), è interpretata da Deepika Amin.
- Ruqaiya è un personaggio principale nel romanzo storico Nur Jahan's Daughter (2005), di Tanushree Podder.
- Nel dramma televisivo Jodha Akbar (2013), Ruqaiya è stata interpretata dalle attrici Lavina Tandon e Smiley Suri.
- Nel dramma televisivo Bharat Ka Veer Putra - Maharana Pratap (2013), Ruqaiya è interpretata dalle attrici Poorti Agarwal e Falaq Naaz.
- Nel dramma televisivo Akbar - Rakht Se Takht Tak Ka Safar, è interpretata dall'attrice Vaishnavi Rao.
- Nel dramma televisivo Dastaan-E-Mohabbat: Salim Anarkali (2018), è interpretata dall'attrice Tasneem Sheikh.
- Nella web serie Taj: Divided by Blood (2023), è interpretata dall'attrice Padma Damodaran.